# Kirsavan
Kirsavan (in armeno Քիրսավան?, in azero Köhnəkənd) è una piccolissima comunità rurale del distretto di Laçın, in Azerbaigian, fino al 2020 appartenente alla regione di Shushi nella repubblica dell'Artsakh (fino al 2017 denominata repubblica del Nagorno Karabakh), non lontano dalle pendici del Mets Kirs.